# Stygobromus longipes
Stygobromus longipes är en kräftdjursart som först beskrevs av John R. Holsinger 1966.  Stygobromus longipes ingår i släktet Stygobromus och familjen Crangonyctidae. IUCN kategoriserar arten globalt som sårbar. Inga underarter finns listade i Catalogue of Life.